# 济南府电报收发局旧址
济南府电报收发局旧址俗称老电报大楼，位于中国山东省济南市天桥区经一路91号，建于1904年，为济南现存最早的电讯建筑，采用巴洛克建筑风格。1929年后改作车站邮局，部分用于开设招待所，现由济南市邮政局管理使用。该建筑处于经一路与车站街的交汇处西北角，原呈两翼基本对称的格局（南北长32米、东西长30米），北翼为柜台和电报室、设备室等，西翼为办公用房，二层为办公和住宿用房，中部设圆柱形角楼，采用砖石混合结构，墙体部分为内砖外石。2004年至2006年因经一路扩宽对建筑进行了改造重建，南北方向被压缩了13米，仅保留了外侧的石材墙体，结构也被改为框架结构，内部陈设亦未能得以保留。